# Badonviller

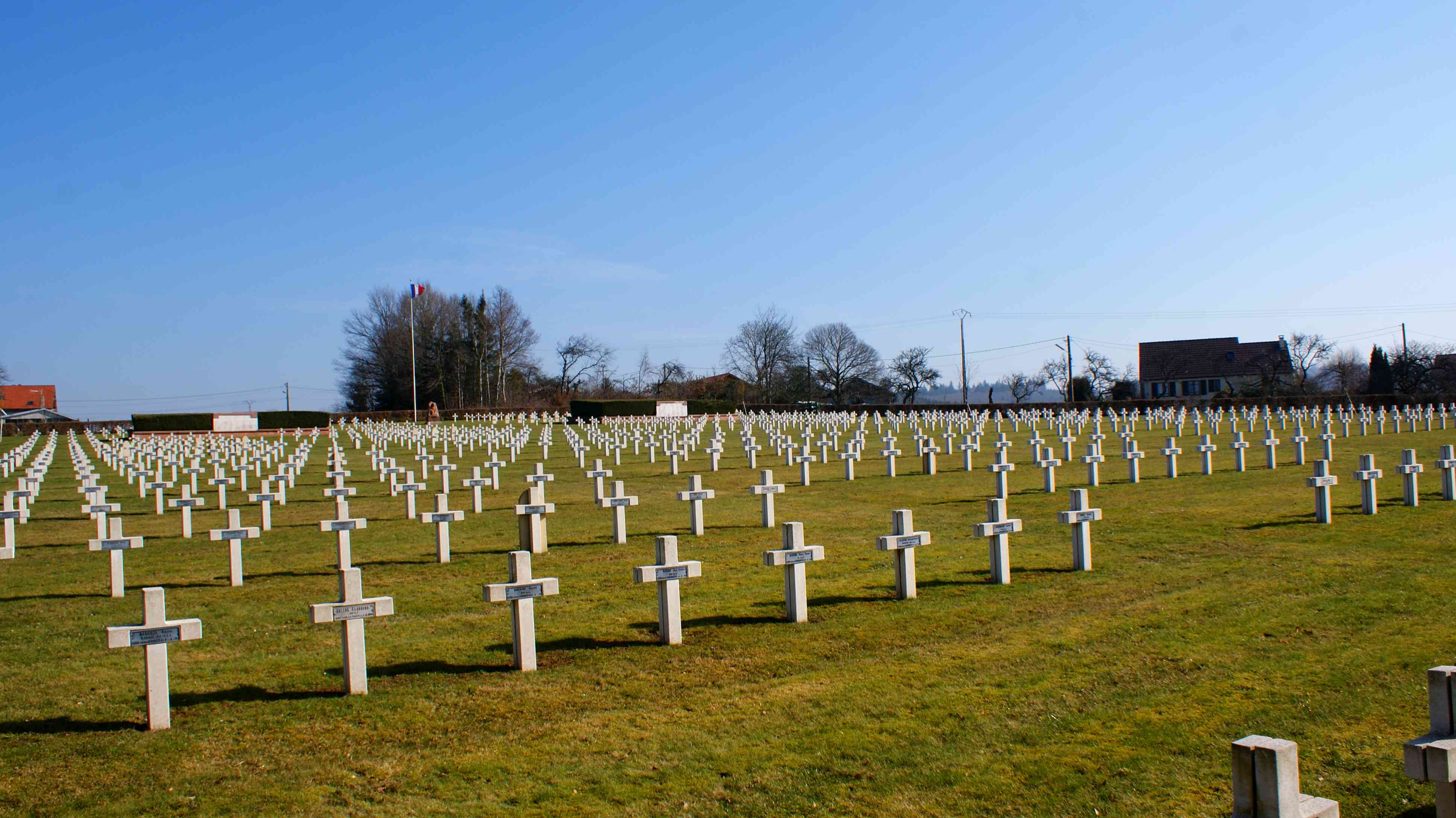
Cmentarz wojskowy w Badonviller (2011)

Badonviller – miejscowość i gmina we Francji, w regionie Grand Est, w departamencie Meurthe i Mozela.
Według danych na rok 1990 gminę zamieszkiwało 1660 osób, a gęstość zaludnienia wynosiła 76 osób/km² (wśród 2335 gmin Lotaryngii Badonviller plasuje się na 254. miejscu pod względem liczby ludności, natomiast pod względem powierzchni na miejscu 140.).

## Populacja

Populacja Badonviller w latach 1962–2008